# Peruviaanse algemene verkiezingen 2011
De Peruviaanse algemene verkiezingen in 2011 vonden plaats op 10 april 2011. Tijdens deze verkiezingen werden een nieuwe president, een nieuw parlement en twee vicepresidenten gekozen. De tweede ronde van de presidentsverkiezingen had plaats op 5 juni.
Nadat president Alberto Fujimori was afgezet, werd besloten dat een zittende president vijf jaar moest wachten voordat hij zich opnieuw verkiesbaar kon stellen. Ook werd er een meerpartijendemocratie gevestigd.

## Achtergrond

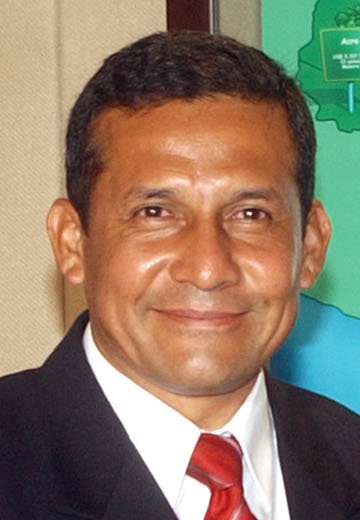
Ollanta Humala

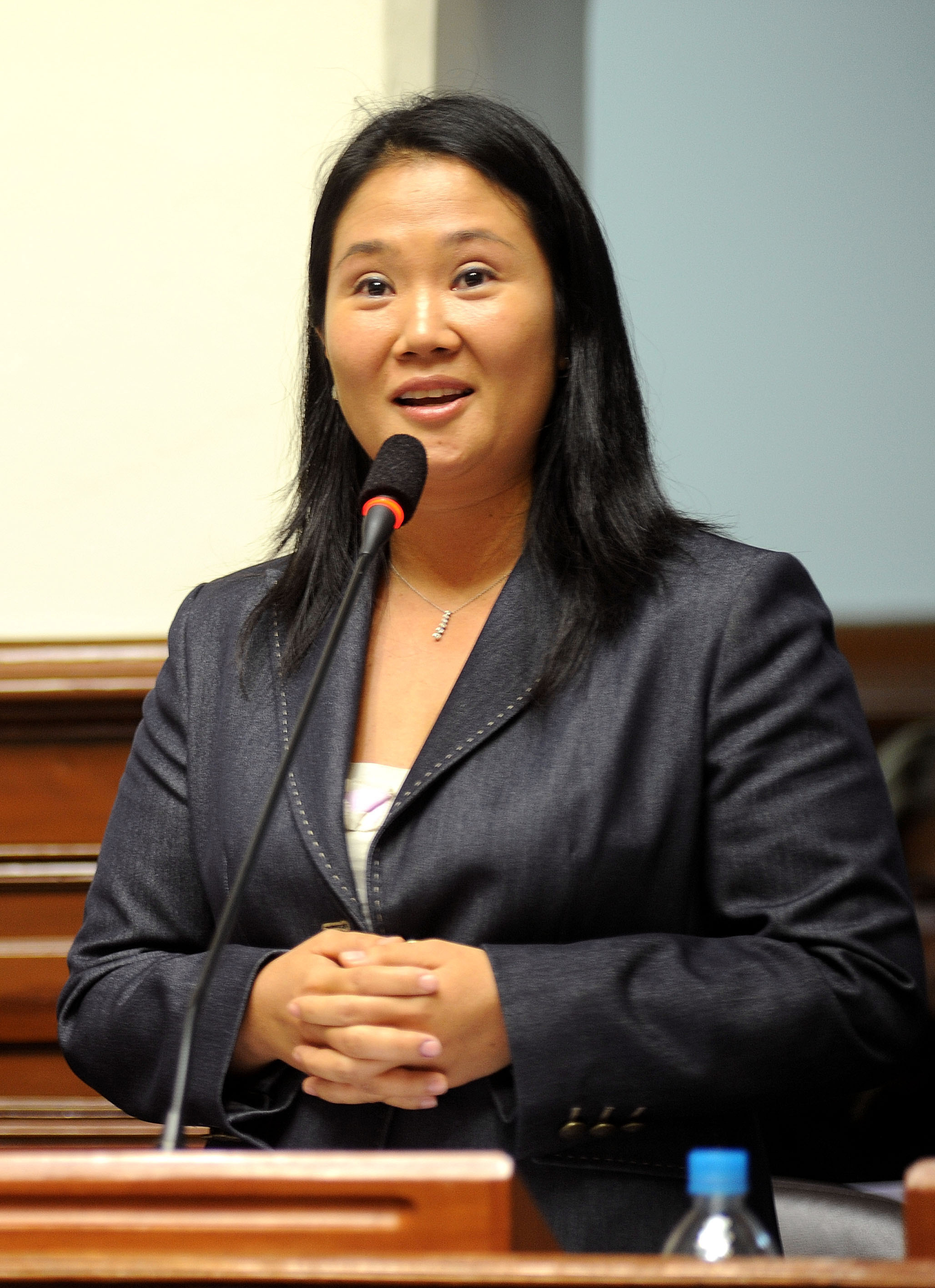
Keiko Fujimori

De presidentsverkiezingen stonden in het teken van de strijd tussen Ollanta Humala, presidentskandidaat namens Peru Wint, en Keiko Fuijimori, de dochter van de voormalige president Alberto Fuijimori. Die zat op dat moment een gevangenisstraf uit. Andere prominente kandidaten waren voormalig premier van Peru Pedro Pablo Kuczynski en oud-president Alejandro Toledo Manrique en Luis Castañeda Lossio, de voormalige burgemeester van Lima.
De verkiezingscampagne ging van start in de zomer van 2010. Op dat moment gingen Lossio en Fuijimori aan kop in de opiniepeilingen. Later in de campagne zakte Lossio weg en werd Humala de voornaamste tegenstander van Fuijimori. Hij bepleitte, in tegenstelling tot de andere kandidaten, een herverdeling van de rijkdom in Peru. Het Zuid-Amerikaanse land was de laatste jaren een van de snelst groeiende economieën op de wereld, maar volgens Humala profiteerde een te groot deel van de Peruviaanse bevolking niet van de toegenomen welvaart. Ook was hij kritisch over de Amerikaanse invloed in de regio. Fujimori beloofde in de campagne haar vader vrij te laten wanneer zij werd gekozen als president. Haar vader zat een gevangenisstraf van 25 jaar uit vanwege het inzetten van doodseskaders en plegen van huisvredebreuk. Deze belofte moest zij overigens intrekken na felle kritiek.
De eerste ronde werd gewonnen door Lossio. Humala volgde op de tweede plaats. Veel gematigde kiezers hadden een afkeer van beiden. Er waren echter verschillende gematigde kandidaten die in dezelfde vijver visten, waardoor geen van hen genoeg stemmen haalde om door te mogen gaan naar de tweede ronde. De tweede ronde was een felle strijd tussen Humala en Fuijimori. Uiteindelijk won Humala de verkiezingen. Hij behaalde 51,5 procent van de stemmen.
De parlementsverkiezingen werden gewonnen door Peru Wint, de partij van Humala. Zij behaalde 47 van de 130 zetels, maar had daardoor dus geen meerderheid in het parlement. Humala ging daarom coalitiebesprekingen aan met Mogelijk Peru, de partij van Toledo. Halverwege juli brak hij de besprekingen echter af. Er werd wel besloten dat de partij van Toledo op verschillende punten gedoogsteun zou geven aan het regeringsbeleid. Op de economische markt werd gevreesd dat Humala verschillende 'radicalen' in zijn kabinet zou benoemen. Daardoor daalde de index van de beurs van Lima. De economische markten reageerden met opluchting en de koersen stabiliseerden zich, toen duidelijk werd dat hij vooral economisch gematigde ministers benoemde.

## Uitslag

### Presidentsverkiezingen
| Kandidaat                  | Partij                                                                | Alliantie                                                             | 1e ronde   | 1e ronde   | 2e ronde      | 2e ronde      |
| Kandidaat                  | Partij                                                                | Alliantie                                                             | Stemmen    | Percentage | Stemmen       | Percentage    |
| -------------------------- | --------------------------------------------------------------------- | --------------------------------------------------------------------- | ---------- | ---------- | ------------- | ------------- |
| Ollanta Humala             | PNP                                                                   | Peru Wint                                                             | 4.643.064  | 31,70      | 7.937.704     | 51,45         |
| Keiko Fujimori             |                                                                       | Kracht 2011                                                           | 3.449.595  | 23,55      | 7.490.647     | 48,55         |
| Pedro Pablo Kuczynski      | Onafhankelijk                                                         | Alliantie voor de Grote Verandering                                   | 2.711.450  | 18,51      | Geen deelname | Geen deelname |
| Alejandro Toledo Manrique  | Mogelijk Peru                                                         | Mogelijk Peru                                                         | 2.289.561  | 15,63      | Geen deelname | Geen deelname |
| Luis Castañeda             | PSN                                                                   | Alliantie Nationale Solidariteit                                      | 1.440.143  | 9,83       | Geen deelname | Geen deelname |
| José Ñique de la Puente    | Fonavistische Partij                                                  | Fonavistische Partij                                                  | 37.011     | 0,25       | Geen deelname | Geen deelname |
| Ricardo Noriega            | Nationale Ontwaakpartij (Partido Despertar Nacional)                  | Nationale Ontwaakpartij (Partido Despertar Nacional)                  | 21.574     | 0,15       | Geen deelname | Geen deelname |
| Rafael Belaúnde Aubry      | Politieke Partij Vooruit (Partido Político Adelante)                  | Politieke Partij Vooruit (Partido Político Adelante)                  | 17.301     | 0,12       | Geen deelname | Geen deelname |
| Juliana Reymer             | Partij Nationale Kracht (Partido Fuerza Nacional)                     | Partij Nationale Kracht (Partido Fuerza Nacional)                     | 16.831     | 0,12       | Geen deelname | Geen deelname |
| Humberto Pinazo            | Gerechtigheid, Technologie, Ecologie (Justicia, Tecnología, Ecología) | Gerechtigheid, Technologie, Ecologie (Justicia, Tecnología, Ecología) | 11.275     | 0,08       | Geen deelname | Geen deelname |
| Ongeldige en blancostemmen | Ongeldige en blancostemmen                                            | Ongeldige en blancostemmen                                            | 1.824.026  |            | 1.038.046     |               |
| Totaal                     | Totaal                                                                | Totaal                                                                | 14.074.682 | 100%       | 15.428.351    | 100%          |

#### Kaart

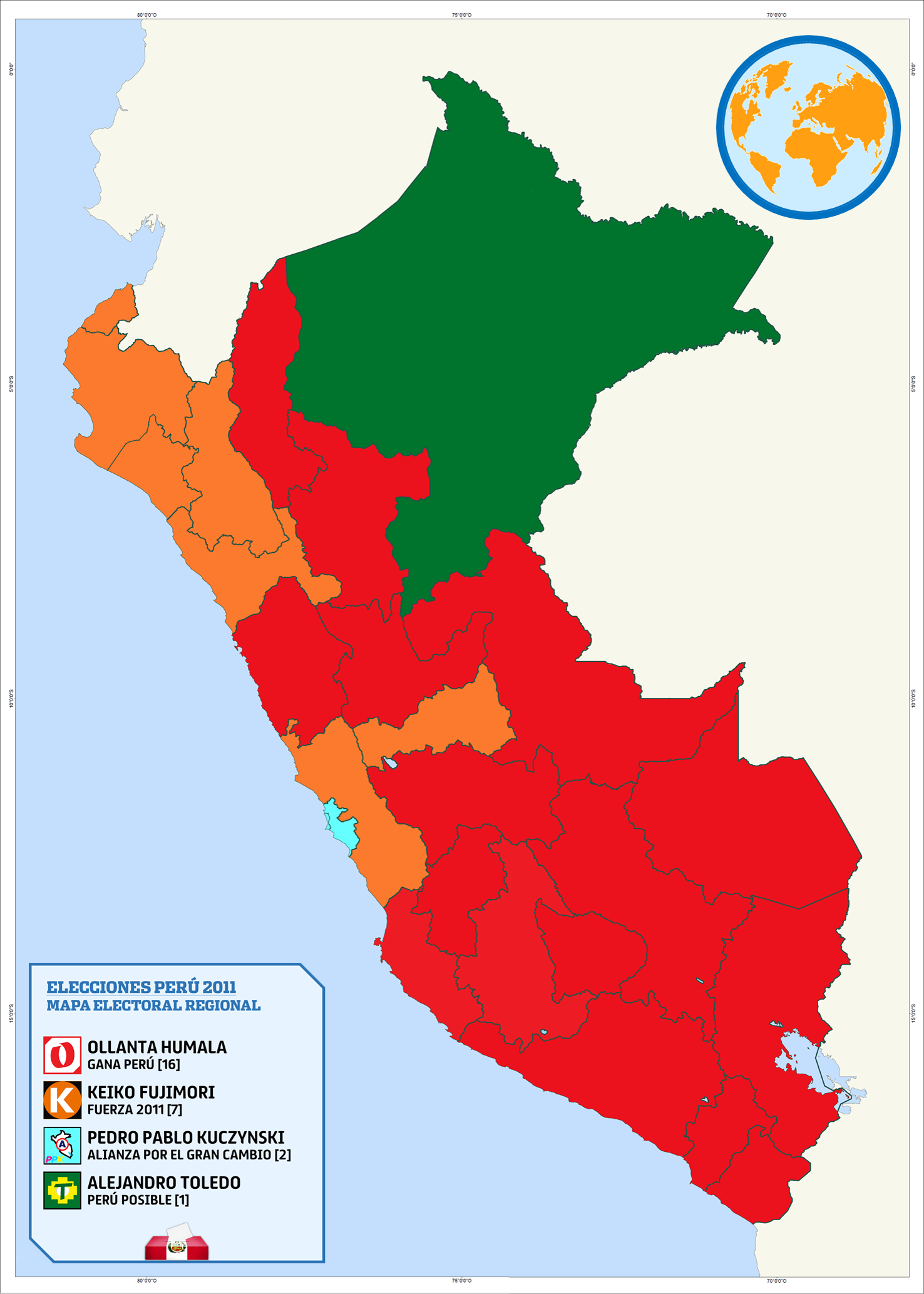
Uitslag eerste ronde
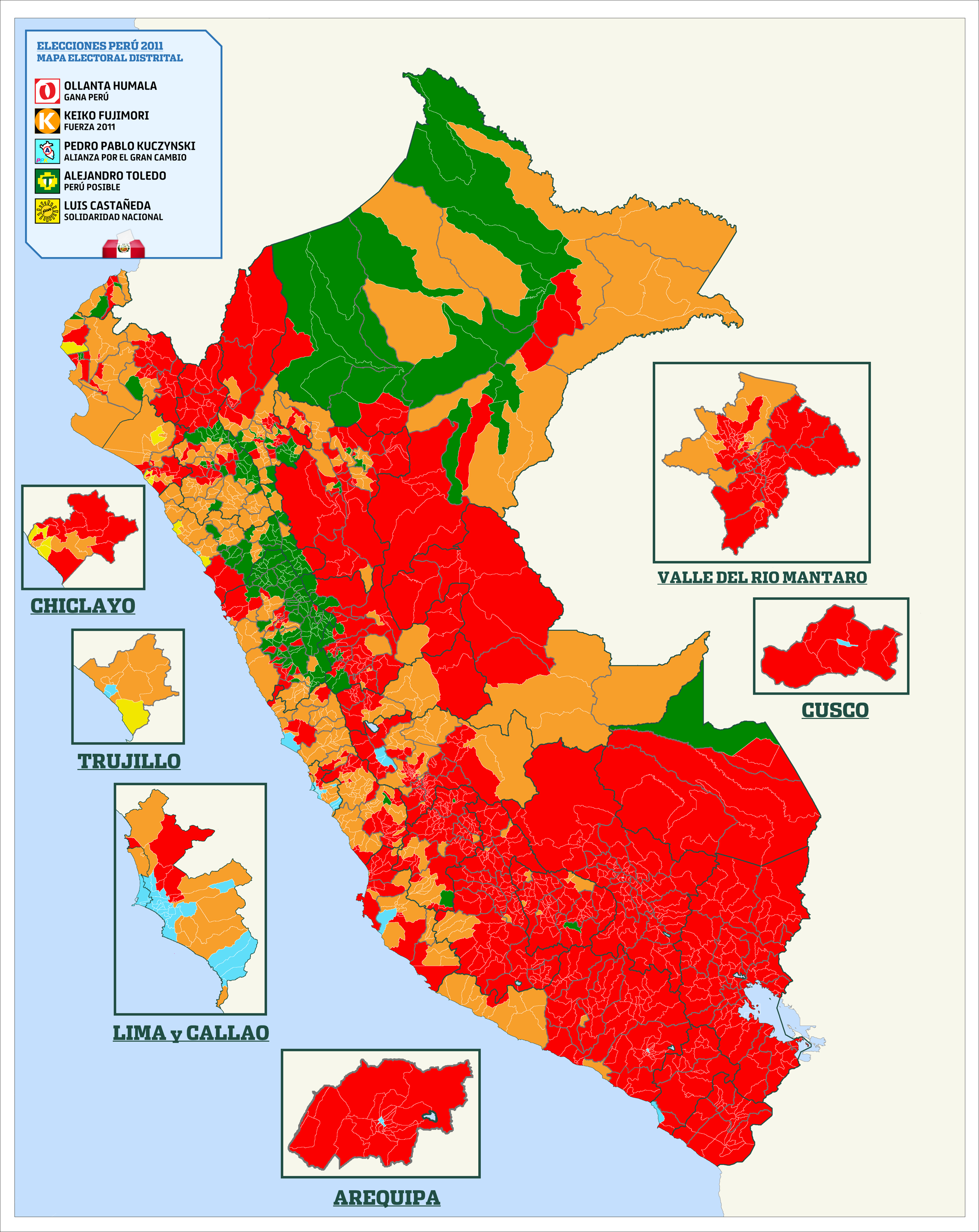
Uitslag eerste ronde per district
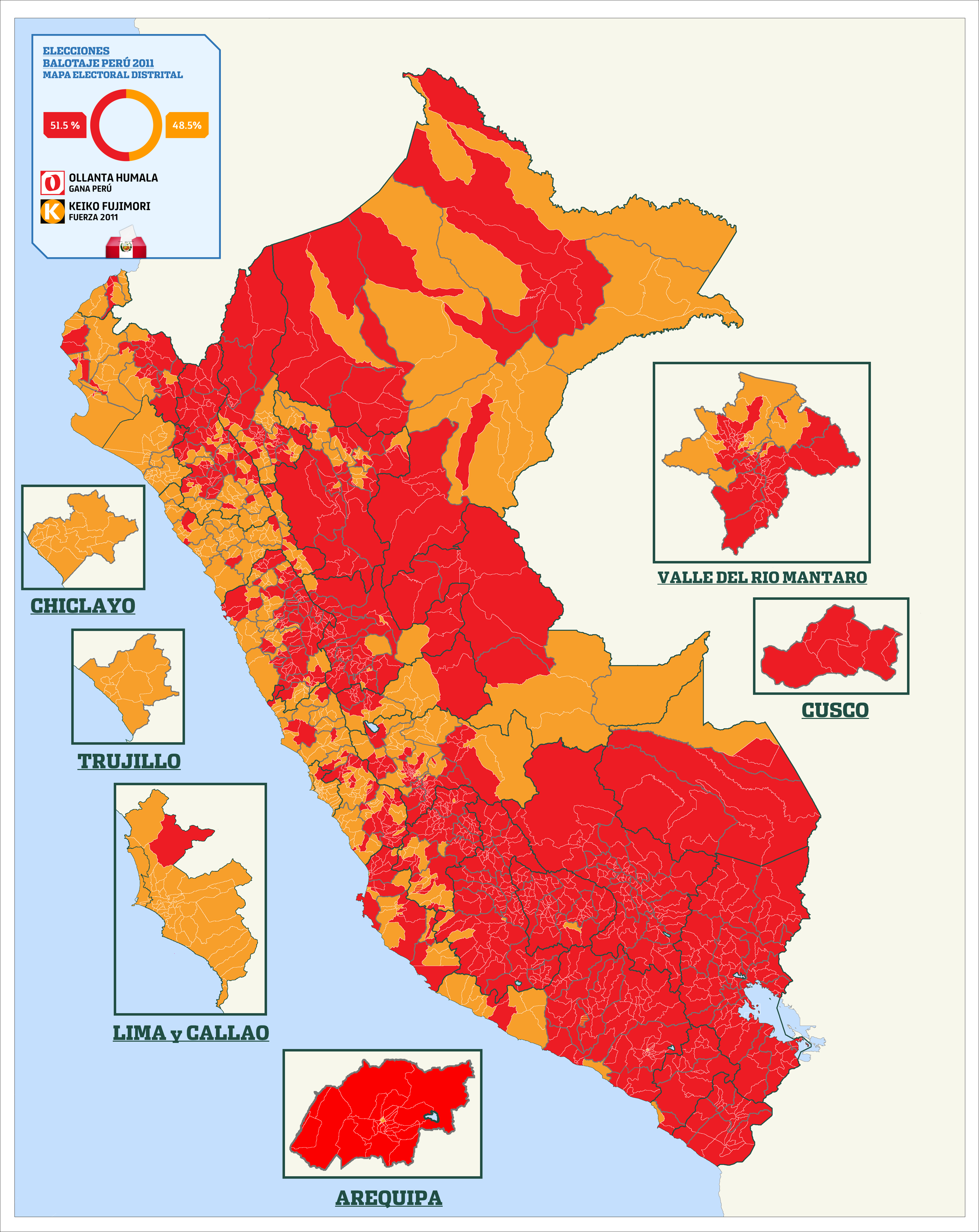
Uitslag tweede ronde per district

### Congresverkiezingen
| Alliantie/partij | Alliantie/partij                               | Stemmen    | ±%    | zetels | Zetelverdeling |
| ---------------- | ---------------------------------------------- | ---------- | ----- | ------ | -------------- |
|                  | Peru Wint                                      | 3.245.003  | 25,27 | 47     |                |
|                  | Kracht 2011                                    | 2.948.781  | 22,97 | 37     |                |
|                  | Mogelijk Peru                                  | 1.904.180  | 14,83 | 21     |                |
|                  | Alliantie voor de Grote Verandering            | 1.851.080  | 14,42 | 12     |                |
|                  | Alliantie Nationale Solidariteit               | 1.311.766  | 10,22 | 9      |                |
|                  | Amerikaanse Populaire Revolutionaire Alliantie | 825.030    | 6,43  | 4      |                |
|                  | Overigen                                       | 453.394    | 3,53  | 0      |                |
| Totaal           | Totaal                                         | 12.839.144 | 100%  | 130    |                |